# Leigh Steinberg
Pour les articles homonymes, voir Steinberg.
Leigh William Steinberg (né le 27 mars 1949 à Los Angeles en Californie) est un agent sportif.
Ses clients incluent Ben Roethlisberger, Mark Brunell, Ricky Williams, Lennox Lewis, Steve Young, Troy Aikman, Eric Karros, Dusty Baker, Oscar de la Hoya, John Starks, Kordell Stewart, et Warren Moon.
Il fut admis au barreau de Californie en 1974 après avoir reçu son Juris Doctor de Boalt Hall en 1973.
Il est souvent crédité d'avoir inspiré l'agent sportif dans le film Jerry Maguire, film pour lequel il était consultant tout comme pour la série Arliss.